# Lin Sitong
Dans ce nom chinois, le nom de famille, Zuo, précède le nom personnel Caiyun.
Lin Sitong (née le 19 juin 2000 à Ningde) est une athlète handisport chinoise participant pour la Chine aux épreuves handisports du lancer du javelot et du lancer du disque. Elle est médaillée d'or aux jeux para-asiatiques de 2022 à Hangzhou en catégorie F56. Ensuite, elle obtient des médailles de bronze dans cette même discipline aux championnats du monde d'athlétisme handisport 2024 de Kobe et le 3 septembre 2024 aux Jeux paralympiques d'été de 2024 de Paris en catégorie F56.